# TP d'Or
Els premis TP d'Or són un guardó atorgat anualment entre 1972 i 2012 per la revista Teleprograma (TP) mitjançant votació dels seus lectors, que distingeixen la labor en diferents àmbits de la televisió a Espanya.

## Història
Inicialment batejats com Els millors de TP, van ser convocats per primera vegada el 1972, sis anys després del naixement de la revista Teleprograma. Els guanyadors es van donar a conèixer a l'abril de 1973, sent el gran triomfador d'aquesta primera edició el concurs Un, dos, tres... responda otra vez que va obtenir tres guardons: millor programa, millor presentador (Kiko Ledgard) i personatge més popular (Don Cicuta).
Després del naixement de TV3 i de ETB, l'any 1984 es van ampliar les categories per a reconèixer també als millors programes i professionals de les televisions autonòmiques. El 1988 es va estrenar un nou trofeu per a premiar als guardonats, en lloc de la placa commemorativa lliurada fins a la data.
El 1991 la cerimònia va ser retransmesa per primera vegada per televisió, a Telecinco. Les cadenes privades, nounades, s'incorporen al repartiment de premis, obtenint quatre reconeixements Telecinco i un Antena 3.
L'any 1992 els premis van canviar de nom i es van convertir en els TP d'Or, estrenant també un nou guardó i noves categories. En aquesta ocasió la gal·la va ser emesa per Canal + i, un any després, per Televisió Espanyola.
A l'edició de 1996 es va adoptar una nova escultura de bronze de l'escultor Joaquín Collantes, com a premi per als guanyadors.
Durant quatre anys consecutius (de 1994 a 1997), Antena 3 es va encarregar de retransmetre la cerimònia i, posteriorment, Telecinco ho va fer durant tres anys més (de 1998 a 2000). Després de l'emissió de TVE el 2001, Antena 3 va tornar a fer-se càrrec de 2002 a 2005. El lliurament de premis de 2006, corresponent al 40 aniversari de TP i als 50 anys de televisió a Espanya, no va poder ser retransmesa després de discrepàncies empresarials entre la revista i les cadenes privades. Després d'aquest parèntesi, el 2007 la nounada La Sexta va assumir la retransmissió dels premis, en les candidatures dels quals s'incorporen els dos nous canals nacionals: Cuatro i la citada La Sexta, i la darrera edició fou el 2012.